# IC 839
IC 839 је лентикуларна галаксија у сазвјежђу Береникина коса која се налази на листи објеката дубоког неба у Индекс каталогу.
Деклинација објекта је + 28° 7' 35" а ректасцензија 12h 58m 15,0s. Привидна величина (магнитуда) објекта IC 839 износи 14,8 а фотографска магнитуда 15,8. IC 839 је још познат и под ознакама CGCG 160-57, DRCG 27-200, DFOT 201, PGC 44423.